# ندای وظیفه: حمله متفقین
ندای وظیفه: حمله متفقین ( به انگلیسی Call of Duty: United Offensive ) عنوان یک بازی تیراندازی اول شخص در ارتباط جنگ جهانی دوم و از سری ندای وظیفه می باشد که در چهاردهم سپتامبر سال ۲۰۰۴ میلادی برای ویندوز عرضه شد . این عنوان در واقع نسخه الحاقی بازی ندای وظیفه ( اولین نسخه از سری ندای وظیفه ) می باشد .